# Can Domènec (Sabadell)
Can Domènec és una masia al terme municipal de Sabadell amb teulada a dos vessants, formada per planta baixa, pis i golfa a la seva part central. Davant la façana principal hi ha un porxo amb arcades de punt rodó, escala central i terrat al damunt. La composició és simètrica tant en façana com en planta. La façana i les obertures destaquen per la seva unitat. Davant la masia hi ha un pati encerclat a dins, i dues naus disposades simètricament i una tancada.